# مجمع القسطنطينية الرابع (الأرثوذكسية الشرقية)
مجمع القسطنطينية الرابع، الذي قَبِله بعض الأرثوذكسيين الشرقيين باعتباره المجلس المسكوني الثامن، عقد في 879-880. وأكد إعادة تنصيب فوتيوس بطريركاً للقسطنطينية.

## خلفية
فض المجمع النزاع الذي اندلع بعد عزل إغناطيوس بطريرك القسطنطينية في 858. إغناطيوس الذي عين نفسه في منصبه بطريقة غير رسمية عارض قيصر بارداس والذي خلع ثيودورة وصية العرش .ورداً على ذلك، قام ابن شقيق بارداس الإمبراطور مايكل الثالث بتدبير عزل إغناطيوس وحبسه بتهمة الخيانة .عُيّن القدّيس فوتيوس بطريركاً ، وهو مفكر شهير و قريب لبارداس. وقد أدى عزل اغناطيوس دون محاكمة كَنسية والتعيين المفاجئ لفوتيوس بفضيحة للكنيسة. البابا نيكولاس الأول والأساقفة الغربيين تناولوا قضية اغناطيوس وأدانوا انتخاب فوتيوس بصفتها غير مطابقة للشرع الكَنسي. في عام 863 و في مجمع عقد في روما عزل البابا فوتيوس وأعاد تعيين إغناطيوس بطريكاً شرعياً. وبالرغم من ذلك فإن فوتيوس استعاد منصبه بدعم من الإمبراطور، ورد من خلال استدعاء مجمع وعزل البابا.
وتغيرت هذه الحالة عندما اغتيل رعاةُ فوتيوس بارداس والإمبراطور مايكل الثالث على التوالي في عام 866 و 867 على يد باسل المقدوني الذي أغتصب العرش. تم إبعاد فوتيوس كبطريرك، ليس بسبب كونه كان محمياً من قبل بروداس والإمبراطور، بل لأن باسيل كان يسعى إلى تحالف مع البابا والإمبراطور الغربي. تمت إزالة فوتيوس من مكتبه و نُفي في سبتمبر 867، و أعيد إغناتيوس في 23 نوفمبر. وقد أُدين فوتيوس من قبل مجمع القسطنطينية الذي عقد في الفترة من 5 تشرين الأول / أكتوبر 869 إلى 28 شباط / فبراير 870.

## المجمع في الفترة الزمنية بين الأعوام 879 و 880
بعد وفاة إغناطيوس في عام 877، نُصب الإمبراطور فوتيوس مرة أخرى بطريركاً للقسطنطينية. وعقد مجلسٌ آخر في عام 879 في القسطنطينية، ضم ممثلين عن البطريركيات الخمس، بما في ذلك بطريركية روما (جميعهم 383 أُسقفاً). يكتب إدوارد سييسينسكي: "في عام 879 دعا الإمبراطور لمجمع آخر في القسطنطينية على أمل أن يعترف البابا الجديد جون الثامن (872-882) بصحة مطالبة فوتيوس للبطريركية. هذا المجمع، الذي يسمى في بعض الأحيان المسكوني الثامن في الشرق وحضره السفراء الباباوييّن (الذين جلبوا معهم هدية من البابا، وهو الطَيْلَسان لفوتيوس) وأكثر من 400 أسقفاً، والذي أكد على الفور فوتيوس كبطريرك شرعي.ويعتبر منح الطَيْلَسان دليلا على الموافقة البابوية على الفور على فوتيوس دون انتظار قرار من المجمع. 